# Andrej Stare
Andrej Stare, slovenski zdravnik, športni reporter in športni pisec, * 28. september 1955, Ljubljana.
Stare je po izobrazbi zdravnik, splošni znanosti pa je bolj znan kot dolgoletni komentator športnih dogodkov za RTV Slovenija.

## Izobraževanje
Rodil se je kot David Andrej Stare v družino še z eno sestro. Odraščal je v Ljubljani, poletje pa med drugim preživljal tudi pri starih starših v Šmartnem pri Litiji. Obiskoval je Osnovno šolo Majde Vrhovnik in se nadalje vpisal na Gimnazijo Jožeta Plečnika Ljubljana. Nadalje se je vpisal na Medicinsko fakulteto Univerze v Ljubljani.

## Poklicna pot
Stare, ki je sicer po poklicu zdravnik, je v javnosti znan kot dolgoletni športni novinar na RTV Slovenija, predvsem za hokej, atletiko, smučarske skoke in nogomet, med letoma 1984 in 1987 pa je komentiral tudi dirke Svetovnega prvenstva Formule 1. Na RTV deluje od leta 1979. V javnosti je znan tudi po zabavnih izjavah, ki jih je izrekel med komentiranjem športnih dogodkov. Najbolj odmeven spodrsljaj se mu je pripetil leta 1984, ko je med branjem športnih poročil v okviru TV dnevnika napovedal: »Spoštovani gledalci in gledalke, na vrsti je poročilo s svetovnega prvenstva v hitrostnem drkanju … oprostite, v hitrostnem drsanju!« Leta 2007 je bil sprejet v Slovenski hokejski hram slavnih. Napisal je tudi nekaj knjig s športno vsebino. Med letoma 1992 in 2005 je deloval kot klubski zdravnik NK Olimpija.
Pri desetih letih je pričel zbirati in zapisovati športne statistične podatke, najprej v zvezkih, nato v digitalni obliki. Leta 2012 ima 289 različnih statističnih tabel, ki obsegajo 1300 A4 strani. Zaradi ugleda njegove zbirke statistike od leta 1995 na področjih atletike in drsalnih športov svetuje Mednarodnemu olimpijskemu komiteju. Kot dopisni član je tudi predstavnik Slovenije v Mednarodni zvezi za nogometno zgodovino in statistiko. Po slovenski osamosvojitvi so se nanj po podatkih o slovenskih športnikih obrnili številni športni mediji, tudi italijanski Annuario del calcio mondiale, angleški European Football Yearbook ter francoska L'Equipe in France Football. Kot dopisnik revije France Football ima pravico glasovanja za izbor evropskega nogometaša leta. Ob stoletnici Mednarodne hokejske zveze je izšla jubilejna knjiga o zgodovini hokeja, ki vključuje tudi 35 strani Stareta o slovenskem hokeju.
Komentatorsko kariero je začel 16. junija 1979 s komentiranjem nogometne tekme med ekipama Napredak Kruševac in AZ '67 Alkmar, končal pa 23. marca 2024 s komentiranjem skokov iz Planice.

## Osebno
Bil je poročen, je oče sina.

## Nagrade in priznanja
- Zlati mikrofon Mirka Strehovca (1998)